# Édson Bastos
Édson Bastos Barreto (Foz do Iguaçu, 3 novembre 1979) è un ex calciatore brasiliano, di ruolo portiere.

## Carriera
Iniziò la carriera con il Figueirense, e dopo aver girato diversi club minori dello Stato di Santa Catarina prima di essere promosso titolare con il Figueira nel 2002, rimanendovi fino al 2005. Successivamente giocò per la Portuguesa e disputò il Campeonato Brasileiro Série A 2006 con il Fortaleza.
Nel 2007 partecipò al Campionato Paulista con il Guaratinguetá, trasferendosi al Coritiba, vincendo il Campeonato Brasileiro Série B 2007.

## Palmarès

### Club

#### Competizioni statali
- Campionato Catarinense: 3

Figueirense: 2002, 2003, 2004
- Campionato Paranaense: 1

Coritiba: 2008

#### Competizioni nazionali
- Campionato brasiliano di seconda divisione: 1

Coritiba: 2007